# Інвестиційна декларація
Інвестиційна декларація - 
- а) складова статуту інвестиційного фонду, в якій визначено основні напрями та обмеження його діяльності, порядок випуску, продажу та викупу інвестиційних сертифікатів, інші питання діяльності фонду;
- б) документ, який визначає інвестиційну політику фінансового посередника, основні напрями та обмеження в інвестуванні його діяльності, вимоги щодо ліквідності та дохідності активів, диверсифікації інвестицій.

## Інвестиційна декларація пенсійного фонду
1. Інвестиційна декларація пенсійного фонду розробляється і затверджується радою фонду відповідно до цього Закону.
Інвестиційна декларація пенсійного фонду підлягає обов'язковій реєстрації в національній комісії, що здійснює державне регулювання у сфері ринків фінансових послуг, протягом 60 календарних днів після формування ради фонду. Примірник зареєстрованої інвестиційної декларації обов'язково подається радою фонду Національній комісії з цінних паперів та фондового ринку протягом п'яти робочих днів після її реєстрації.
У разі відсутності у складі ради пенсійного фонду осіб, професійно підготовлених до роботи у сфері інвестиційної діяльності, рада зобов'язана залучити до розроблення інвестиційної декларації консультантів з інвестиційних питань. Оплата послуг таких консультантів здійснюється за рахунок засновників пенсійного фонду.
2. Інвестиційна декларація визначає інвестиційну політику фонду. В інвестиційній декларації відображаються основні напрями інвестування пенсійних активів та обмеження інвестиційної діяльності з пенсійними активами, встановлені в межах загальних вимог та обмежень інвестиційної діяльності, визначених цим Законом.
Інвестиційна декларація є обов'язковою для застосування особами, що здійснюють управління активами пенсійного фонду, та зберігачем.
3. Рада фонду зобов'язана проводити щорічний аналіз ефективності інвестиційної діяльності та визначати доцільність внесення змін до інвестиційної декларації з урахуванням пропозицій, поданих особами, що здійснюють управління активами такого пенсійного фонду.
4. Правила підготовки, вимоги до інвестиційної декларації, порядок її реєстрації та внесення змін до неї встановлюються національною комісією, що здійснює державне регулювання у сфері ринків фінансових послуг, за погодженням з Національною комісією з цінних паперів та фондового ринку.
Державна комісія з регулювання ринків фінансових послуг України відмовляє у реєстрації інвестиційної декларації пенсійного фонду в разі, якщо у складі ради пенсійного фонду відсутні особи, професійно підготовлені до роботи у сфері інвестиційної діяльності, і при цьому рада пенсійного фонду не залучила до розроблення інвестиційної декларації консультантів з інвестиційних питань.